# Noel Yvri Sandwith
Noel Yvri Sandwith (Harworth, Nottinghamshire, 8 de septiembre de 1901-Kew, 7 de mayo de 1965) fue un botánico inglés.
Sus padres fueron Edward Pitcairn Sandwith y Cecil Ivry Sandwith. En 1924 Noel comenzó a trabajar en los Reales Jardines Botánicos de Kew. Era especialista en Bignoniaceae, con énfasis en la flora sudamericana. Realizó varias expediciones botánicas a Guyana

## Honores
En su honor se designaron los géneros:
- (Euphorbiaceae) Sandwithia Lanj.[1]
- Sandwithiodendron Aubrév. & Pellegr.
- (Sapotaceae) Sandwithiodoxa Aubrév. & Pellegr.[2]

Especies
- (Acanthaceae) Hygrophila sandwithii Bremek. in Sandwith[3]

- (Bignoniaceae) Amphilophium sandwithii Fabris[4]

- (Boraginaceae) Alkanna sandwithii Rech.f.[5]

- La abreviatura «Sandwith» se emplea para indicar a Noel Yvri Sandwith como autoridad en la descripción y clasificación científica de los vegetales.[6]